# José Ignacio Landaluce
José Ignacio Landaluce Calleja, né le 3 février 1959 à Logroño, est un médecin et un homme politique espagnol, membre du Parti populaire (PP).
Il est maire d'Algésiras à partir de 2011 et sénateur à partir de 2015.

## Biographie

### Vie privée
Il est marié et père de deux filles.

### Profession
Titulaire d'une licence en médecine et chirurgie, il est médecin et a occupé les fonctions de gérant d'un centre médical.

### Activités politiques
Il est élu maire d'Algésiras en 2011 et réélu en 2015, 2019 et 2023.
Le 12 mars 2000, il est élu député pour Cadix au Congrès des députés et réélu en 2008 et 2011.
Le 20 décembre 2015, il est élu sénateur pour Cadix au Sénat et réélu en 2016.